# Казанская государственная консерватория имени Н. Г. Жиганова
Каза́нская госуда́рственная консервато́рия (акаде́мия) им. Н. Г. Жига́нова — высшее музыкальное учебное заведение в Казани.

## История
Открыта в 1945 году.
Казанская государственная консерватория была создана как центр подготовки музыкантов высшей квалификации (педагогов, исполнителей, композиторов, музыковедов) для республик Среднего Поволжья и Приуралья: Татарстана, Башкортостана, Чувашии, Удмуртии, Мордовии, Марий Эл.
Первым его ректором был видный деятель татарской культуры, композитор Назиб Жиганов (1911—1988). Казанская композиторская школа сложилась под руководством профессоров Г. Литинского, А. Лемана, Н. Жиганова.
В 1990 году консерватория получила право издательской деятельности и приступила к выпуску научных, учебно-методических и нотных изданий; в 1993 году в вузе была открыта оперная студия.
На базе консерватории регулярно проводятся различные конкурсы музыкантов-исполнителей.
Образовательные программы реализуются на 8 факультетах и 20 кафедрах.
В Казанской консерватории существуют аспирантура (3 года обучения) и ассистентура — стажировка для исполнительских специальностей (2 года обучения).
В одном из корпусов Казанской консерватории располагается также средняя специальная музыкальная школа имени Н. Г. Жиганова.

## Известные выпускники
- Антонов, Дмитрий Константинович, флейтист
- Арсланов, Раиль певец, мультиинструменталист, ютуб-блогер, автор канала «Хижина музыканта»
- Ахметов, Фасиль Ахметгалиевич, композитор
- Бакиров, Энвер Закирович, композитор
- Беркович, Анатолий Александрович, оперный певец
- Билялов, Рафаэль Нуриевич[тат.], пианист и композитор
- Бигичев, Хайдар Аббясович, оперный певец
- Блинов, Лоренс Иванович — советский и российский композитор, философ, поэт, педагог
- Бурнашева, Эльфия Вафовна, пианистка, педагог
- Валиуллин, Хуснулла Валиуллович, композитор
- Венедиктов, Вадим Николаевич, дирижёр, заслуженный деятель искусств РСФСР.
- Васильев, Владимир Михайлович[тат.], дирижёр, педагог,
- Васильев, Владимир Михайлович, оперный певец (бас), преподаватель.
- Софья Губайдулина, композитор (первое высшее образование)
- Еникеев, Ренат Ахметович, композитор
- Заляльдинов, Эмиль Усманович, певец (баритон)
- Ибрагимов, Ренат Исламович, певец
- Ибушев, Георгий Мифодиевич, певец (тенор)
- Ишбуляков, Идеал Давлетович, оперный певец
- Ишмуратов, Айрат Рафаилович, композитор, дирижёр и кларнетист
- Казаков, Михаил Владимирович, оперный певец, бас
- Казанцев, Валерий Васильевич, гобоист, педагог.
- Казанцева, Галина Александровна[тат.], оперная певица
- Лундстрем, Олег Леонидович, джазмен, композитор, создатель и руководитель оркестра
- Маклыгин, Александр Львович, композитор, музыковед, доктор искусствоведения, профессор
- Мамонтов, Анатолий Васильевич, художественный руководитель ансамбля песнии пляски «Италмас»
- Манджиев, Аркадий Наминович
- Михеев Дмитрий Леонидович, пианист и концертмейстер
- Монасыпов, Алмаз Закирович, композитор и дирижёр
- Мулюков, Бату Гатауллович, композитор, педагог
- Нигмеджанов, Махмүт Нигмеджанович, педагог и фольклорист
- Сунгатуллина, Зиля Даяновна, оперная певица (лирико-колоратурное сопрано), педагог, профессор, заведующая кафедрой вокального искусства Казанской государственной консерватории им. Н. Г. Жиганова
- Тимербулатов, Шамиль Харисович, композитор
- Шакиров, Ильгам Гильмутдинович, певец
- Шамсутдинова, Масгуда Исламовна, композитор
- Яруллин, Мирсаид Загидуллович, композитор, педагог